# 小桥区
小桥区（1946年1月1日—1956年5月）是中国福建省福州市历史上的一个市辖区，最初于1946年设立，经过多次区划调整，最终于1956年并入台江区。